# Línea 1 (autobuses urbanos de Granada)
La línea 1 es una línea regular de autobús urbano de la ciudad española de Granada. Es operada por la empresa Transportes Rober.
Realiza el recorrido comprendido entre Modesto Cendoya y el Parque de las Ciencias, a través del eje avenida de la Constitución-Gran Vía. Tiene una frecuencia media de 12 a 20 minutos.

## Recorrido
Es una de las principales líneas de autobús que conecta el barrio de Almanjáyar con el centro de la ciudad. Se inicia en el Parque de las Ciencias, donde tiene enlace con líneas metropolitanas. Tiene un tronco común con una gran parte del resto de las líneas entre la acera del Darro y la avenida de la Constitución. Recorre Almanjáyar por la avenida de Pulianas, donde no coincide con otras líneas.
Tiene enlace con el Metropolitano de Granada en la estación de Alcázar Genil.

## Cultura popular
Da nombre a una canción de la banda granadina "Los Planetas" del disco: "Una semana en el motor de autobús".